# 檜原村立図書館
檜原村立図書館（ひのはらそんりつとしょかん）は、東京都西多摩郡檜原村にある公共図書館である。

## 概要
1988年（昭和63年）、都立多摩図書館の統合により村内巡回の移動図書館が廃止となったことから、使用されていた移動図書館車「むらさき号」を村で譲り受け、同年9月、「やまぶき」号として村内24ステーションを巡回する移動図書館としての運営が始まる。1994年（平成6年）4月、檜原村役場移転後の旧庁舎において村内で初めて施設としての図書館を開館。1999年（平成11年）12月、旧診療所の施設を改良して移転。2007年（平成19年）4月、現在地に木造平屋建ての新館を建設して再移転した。なお移動図書館サービスも現在まで継続している。

## 利用
利用者カードは、西多摩地域広域行政圏内に住所を有する者又は檜原村に所在地を有する事業所及び学校の通勤通学者若しくは村内の事業所、学校、社会教育団体に交付する。図書、雑誌、紙芝居、視聴覚資料(3タイトルまで)含めて10冊まで貸出可能で、利用期間は書籍は3週間、視聴覚資料は2週間である。移動図書館で借りたものでも図書館に返すことができる。

## 施設・車両

### 施設（木造平屋建て）
利用者は靴を脱いで入館する。入口には草鞋のような手製のスリッパが用意されている。
- 書架：一般書籍、子供用書籍、雑誌、ＤＶＤなど約4万冊
- 貸出・返却コーナー
- こどもコーナー
- サロン：バスの待ち合わせ、談話など
- パソコンコーナー
- 閲覧コーナー
- ブラウジングコーナー：くつろぎながらの閲覧用

### 移動図書館車
- やまぶき号：村内約12ヶ所のステーションをおよそ月2回間隔で巡回のほか、檜原村役場、高齢者施設2ヶ所、児童館1ヶ所にそれぞれ月1回間隔で巡回する[8]。巡回ステーション数は開始当初からは減少している。

## 開館時間
- 開館時間：10:00 - 18:00（冬期は17:00までの場合がある。）
- 休館日：毎週月曜日、第3火曜日、年末年始、特別整理期間

## アクセス
- 住所：東京都西多摩郡檜原村本宿621番地1号
- 西東京バス、払沢の滝バス停下車、徒歩2分。